# Poliedro (collana editoriale)
Poliedro (sottotitolo: Collana di informazione scientifica) è stata una serie editoriale delle Edizioni Cremonese di Roma, diretta dai matematici Giuseppe Tedone e Mario Rosati.

## Testi
I titoli della collana sono costituiti da compatti manuali su argomenti di fisica e di matematica pura e applicata e di ingegneria. Si tratta di testi sia italiani sia stranieri, questi ultimi in traduzione italiana. Molti dei volumi della collana sono la proposizione, in versione tradotta, dei corrispondenti della serie University Mathematical Texts dell'inglese Oliver and Boyd Ltd (Edimburgo e Londra) e della Interscience Publishers (New York), diretta dal matematico neozelandese Alexander Craig Aitken, una collana che ha avuto grande diffusione tra gli studenti universitari anglosassoni tra gli anni '40 e '60, costituita com'era da volumi a prezzo abbordabile che tendevano a una buona copertura dei contenuti di un corso universitario.
I volumi sono nel formato tascabile 13x19 cm, la maggior parte con sovraccoperta bianco-verde e copertina flessibile bianca: le prime edizioni erano in copertina cartonata blu a lettere d'oro, mentre le ultime sono senza sovraccoperta, con copertina flessibile bianco/verde.
Altri testi stranieri sono provengono da altre case editrici o serie, come la londinese Longman, o come la « Que sais-je ?», storica collana della casa editrice Presses universitaires de France.
Ciascun testo è dedicato a un argomento specialistico, con una parte teorica accompagnata da vari esercizi, una succinta nota bibliografia e un indice analitico.
Secondo le intenzioni della casa editrice, la collana si rivolgeva a un pubblico sia di principianti sia di specialisti delle facoltà tecnico-scientifiche: ciascun testo aspirava a offrire "un'informazione di massima, ma rigorosa e precisa", a "ricercatori, tecnici, studenti dei corsi universitari delle facoltà tecniche e scientifiche", ponendosi in "una posizione intermedia rispetto a trattati ed opere specialistiche più impegnative".

## Volumi in collana
| Poliedro. Collana di informazione scientifica |                                |                                                      |                    |      |
|                                               |                                |                                                      |                    |      |
| N.                                            | Autore                         | Titolo                                               | Pagine             | Anno |
| 1                                             | Charles Alfred Coulson         | Onde. Problemi matematici della propagazione ondosa  | pp. 208, 30 figure | 1965 |
| 2                                             | Edward M. William Patterson    | Topologia                                            | pp. 151, 31 figure | 1972 |
| 3                                             | Marcel Duquesne                | Materia e antimateria                                | pp. 132, 39 figure | 1966 |
| 4                                             | Alexander C. Aitken            | Determinanti e matrici                               | pp. 188, 5 figure  | 1967 |
| 5                                             | John Charles Burkill           | Teoria delle equazioni differenziali ordinarie       | pp. 144, 3 figure  | 1967 |
| 6                                             | Walter Ledermann               | Introduzione alla teoria dei gruppi finiti           | pp. 208, 2 figure  | 1967 |
| 7                                             | Edward Lindsay Ince            | Integrazione delle equazioni differenziali ordinarie | pp. 194            | 1969 |
| 8                                             | James M. Hyslop                | Funzioni di variabile reale                          | pp. 168            | 1969 |
| 9                                             | Geoffrey Colin Shephard        | Spazi vettoriali di dimensione finite                | pp. 228            | 1969 |
| 10                                            | Alan Jeffrey                   | Magnetoidrodinamica                                  | pp. 280, 28 figure | 1969 |
| 11                                            | Daniel Edwin Rutherford        | Fluidodinamica                                       | pp. 256, 28 figure | 1970 |
| 12                                            | Edgar Giraldus Phillips        | Funzioni di una variabile complessa                  | pp. 192, 17 figure | 1971 |
| 13                                            | James M. Hyslop                | Serie                                                | pp. 154            | 1971 |
| 14                                            | Sergio Musmeci                 | La statica e le strutture                            | pp. 152, 7 figure  | 1971 |
| 15                                            | Wolfgang Rindler               | Relatività ristretta                                 | pp. 228, 9 figure  | 1971 |
| 16                                            | Barry Spain                    | Calcolo tensoriale                                   | pp. 144            | 1971 |
| 17                                            | Francesco Contursi             | Matrici e strutture                                  | pp. 180            | 1973 |
| 18                                            | Wolfgang Gröbner               | Serie di Lie e loro applicazioni                     | pp. 256            | 1973 |
| 19                                            | Giuseppe Tallini               | Varietà differenziabili e coomologia di de Rham      | pp. 160            | 1973 |
| 20                                            | Wolfgang Gröbner               | Gruppi, anelli e algebre di Lie                      | pp. 260            | 1975 |
| 21                                            | James Patrick Jans             | Anelli e omologia                                    | pp. 112            | 1978 |
| 22                                            | Robin James Wilson             | Introduzione alla teoria dei grafi                   | pp. 232            | 1978 |
| 23                                            | Alexander Iakovlevich Khinchin | Fondamenti matematici della teoria dell'informazione | pp. 136            | 1978 |